# Kaliakra
Pour les articles homonymes, voir Kaliakra (homonymie).
Kaliakra (en bulgare Калиакра) est le nom d'un cap de Bulgarie, sur la mer Noire. C'est, également, un site archéologique et historique ainsi qu'une réserve naturelle.

## Géographie: le cap Kaliakra
Le cap Kaliakra est un cap dans la région de Dobroudja du Sud sur la côte nord de la mer Noire bulgare. Il se termine par un promontoire long et étroit situé à 60 km au nord-est de Varna. Extrémité sud-est du plateau dobroudgéen, il est constitué de bancs calcaires horizontaux du Miocène sarmatien, fortement roussis d'oxyde de fer, dont la résistance à l'érosion forme un promontoire qui s'avance vers le sud dans la mer Noire. La côte est escarpée avec des falaises verticales atteignant 70 mètres (230 pieds) jusqu’à la mer. Comme la plus grande partie du plateau dobroudgéen, le promontoire, à l'exception de son extrémité, est recouvert de lœss déposé pendant la glaciation würmienne.

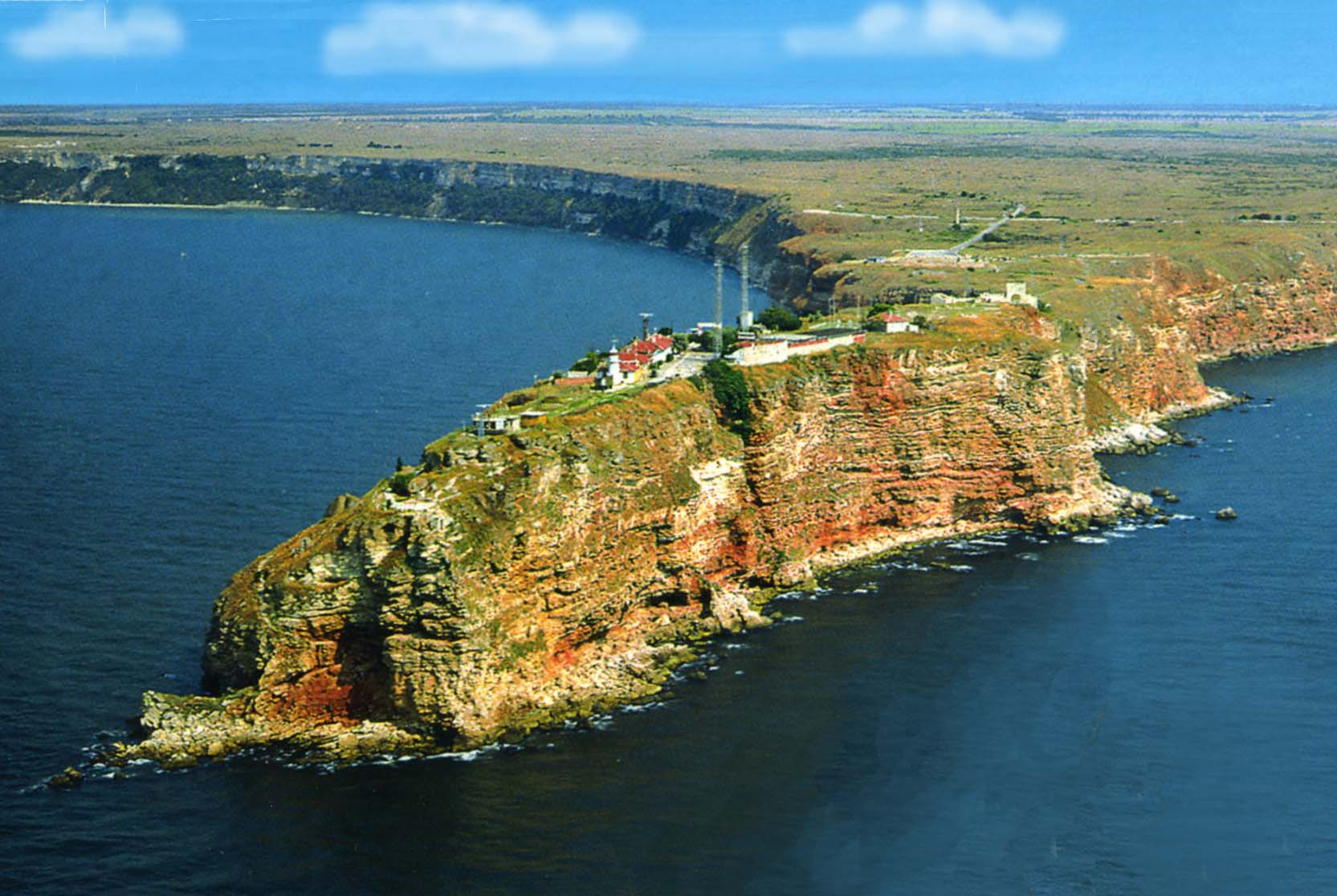
Le cap Kaliakra.
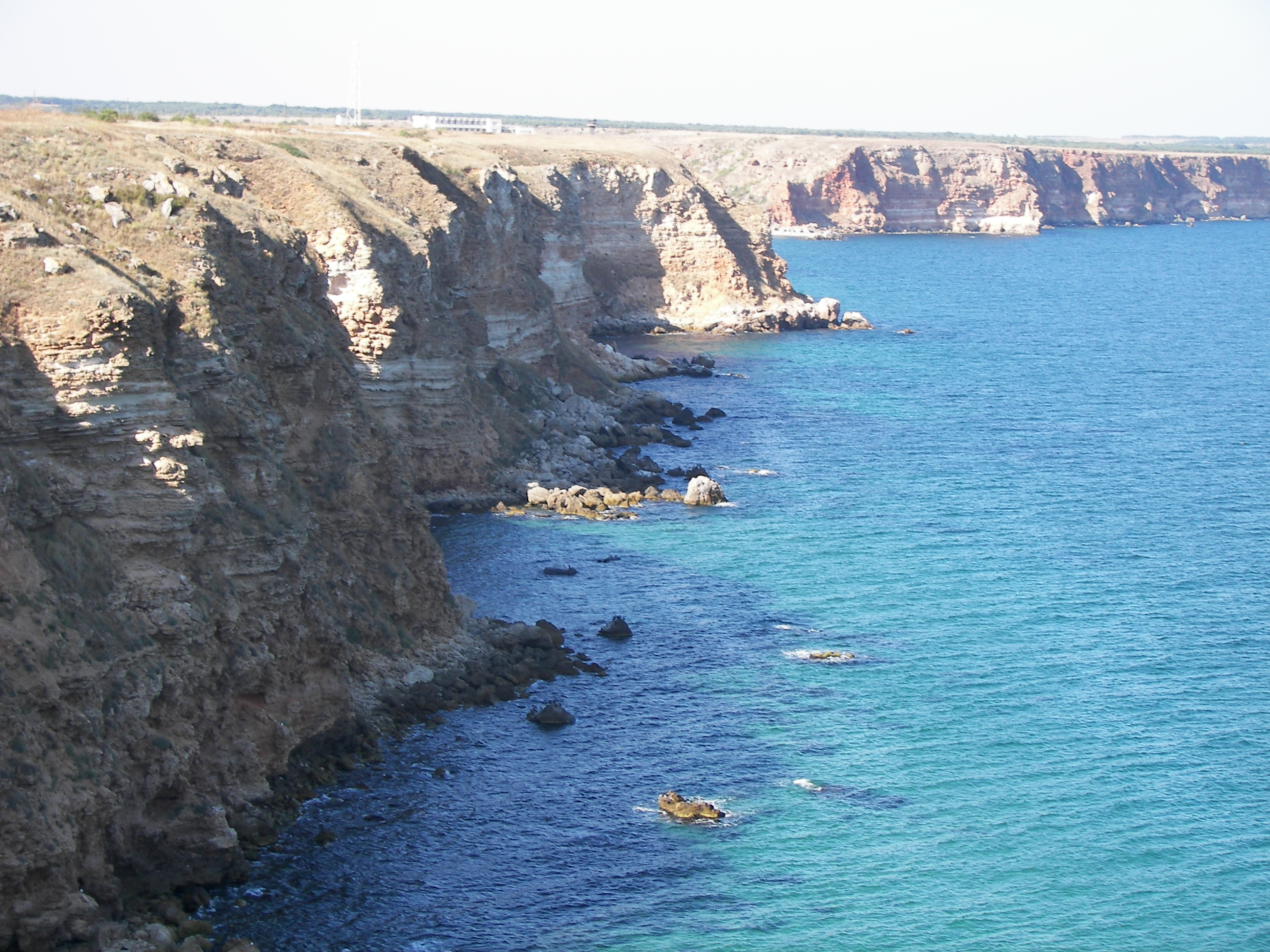
Kaliakra.

## Histoire: l'ancienne cité de Kaliakra
C'est un site fortifié thrace, appelé Tirizis, puis à l'époque byzantine Kali Akra, qui signifie en grec bon promontoire (dans le sens de "bon abri" contre les vents du nord-est). Il se distingue par les différentes fortifications des époques hellénistique et byzantine. Au XIVe siècle, le despotat de Dobroudja éleva ici sa capitale, avec citernes, donjon, ville et fortifications (ainsi qu'un embarcadère en contrebas où les marchands italiens de Gênes avaient ouvert un comptoir). Dans les grottes de la falaise, des moines avaient établi leurs ermitages.
En 1396, la cité fut assiégée par les Turcs ottomans mais résista, grâce à l'intervention des Voïvodes valaques, mais en 1421 elle fut à nouveau longuement assiégée, et en fin de compte prise. La légende raconte que 40 jeunes filles préférèrent se jeter du haut de la falaise dans la Mer Noire, plutôt que de tomber aux mains des vainqueurs. Une légende similaire existe en Grèce autour du « pont d'Arta » : Σαράντα μαστορόπουλα : « quarante jeunes filles, filles de maîtres maçons » qui évoque sa construction et le sacrifice humain qu'elle a nécessité.
Les Turcs transformèrent la principale église en mosquée. En 1444 une croisade contre les Turcs fut organisée pour délivrer la région, par le roi de Pologne Ladislas III, les Français commandés par Césarini, les Hongrois et les Roumains, conduits par Iancou de Hunedoara, voïvode de Transylvanie et par Vlad Dracul, voïvode de Valachie (dont le nom a été utilisé au XIXe siècle par Bram Stoker pour créer le personnage de "Dracula"). Mais l'expédition échoua : les Croisés furent battus par le sultan Murat II et le roi Ladislas III fut tué à  la bataille de Varna le 10 novembre 1444. Les citernes ayant été détruites durant ce conflit, la cité tomba en ruines et l'est restée. 
Pendant la guerre russo-turque de 1787-1792, les flottes ottomane et russe s'y affrontèrent lors de la bataille du cap Kaliakra (en) le 11 août 1791. Pendant la Première Guerre balkanique, les flottes bulgare et ottomane s'affrontèrent lors de la seconde bataille de Kaliakra le 21 novembre 1912.
Une chapelle dédiée à saint Nicolas (bulgare : Свети Николай Чудотворец), patron des marins chez les orthodoxes des Balkans, y rappelle une légende, selon laquelle le saint fuyant les Turcs aurait demandé de l'aide à Dieu qui aurait créé la péninsule. Un fanal y a également fonctionné, entretenu par les anachorètes de l'ermitage, aujourd'hui disparu, détruit par les Ottomans en 1856.
Ce n'est qu'après 1950 que le site fut à nouveau occupé, par les gardiens du phare et du radar militaire du Pacte de Varsovie (aujourd'hui de l'OTAN) auxquels se sont joints depuis une vingtaine d'années ceux du Musée archéologique et quelques commerçants. Des archéologues et des naturalistes y travaillent lorsqu'ils y sont autorisés.

## La réserve naturelle
En 1931, la région se trouvant sous domination roumaine, le biologiste et océanographe Grigore Antipa, élève d'Ernst Haeckel (le fondateur de l'écologie), fit classer 714 hectares en réserve naturelle et ouvrit, à quelques kilomètres du village de Balgarevo, une station de recherches marines. La réserve abritait alors les derniers phoques-moines à ventre blanc de la Mer Noire (Monachus monachus albiventer). Devenues bulgares en 1940, la réserve et la station de recherches furent placées en 1941 sous l'égide de l'Institut des ressources halieutiques de Varna, et de l'Académie bulgare des sciences. Mais la guerre puis le régime communiste survinrent, et dans les années suivantes, les phoques-moines furent tous chassés par les pêcheurs affamés, tandis que la zone devint le domaine de l'armée et des garde-côtes du Pacte de Varsovie, et ne fut plus aussi accessible aux scientifiques, soumis aux autorisations des militaires. Dans les années 1950, la station de recherches marines devint une petite caserne, puis tomba en ruines. Grâce à la « détente », la réserve reprit vie surtout à partir des années 1980, et les nombreuses espèces endémiques de fleurs, d'insectes et d'oiseaux attirèrent des visiteurs de toute l'Europe, de plus en plus nombreux.
Il est question actuellement de l'intégrer au réseau Natura 2000 de Bulgarie, mais une controverse est en cours au sujet des limites, entre d'une part les collectivités locales qui voudraient en exclure des parcelles intéressantes pour les promoteurs immobiliers, et d'autre part le ministère de l'Environnement et l'Académie bulgare des sciences.

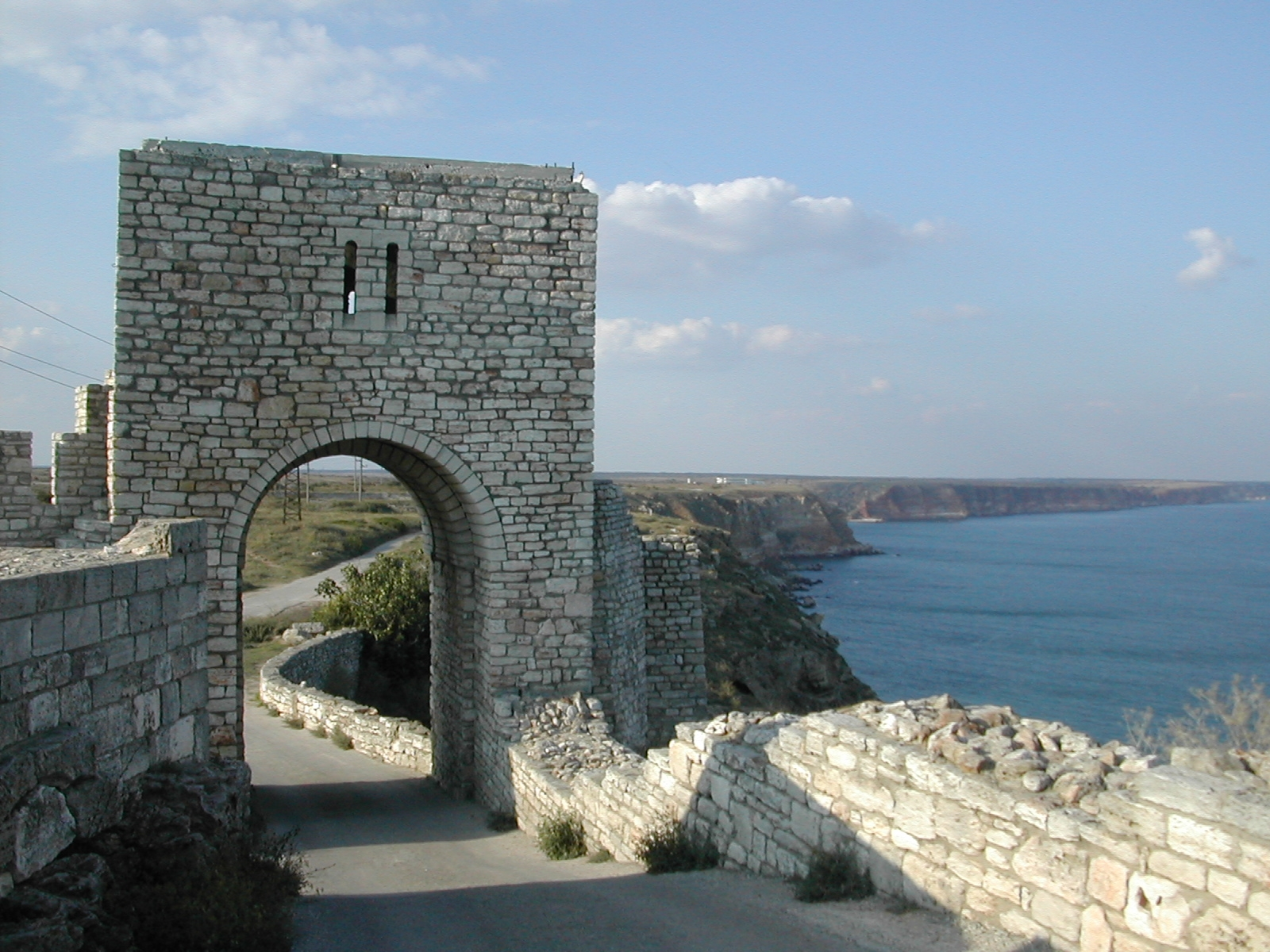
Reconstitution moderne de la porte du mur d'enceinte.
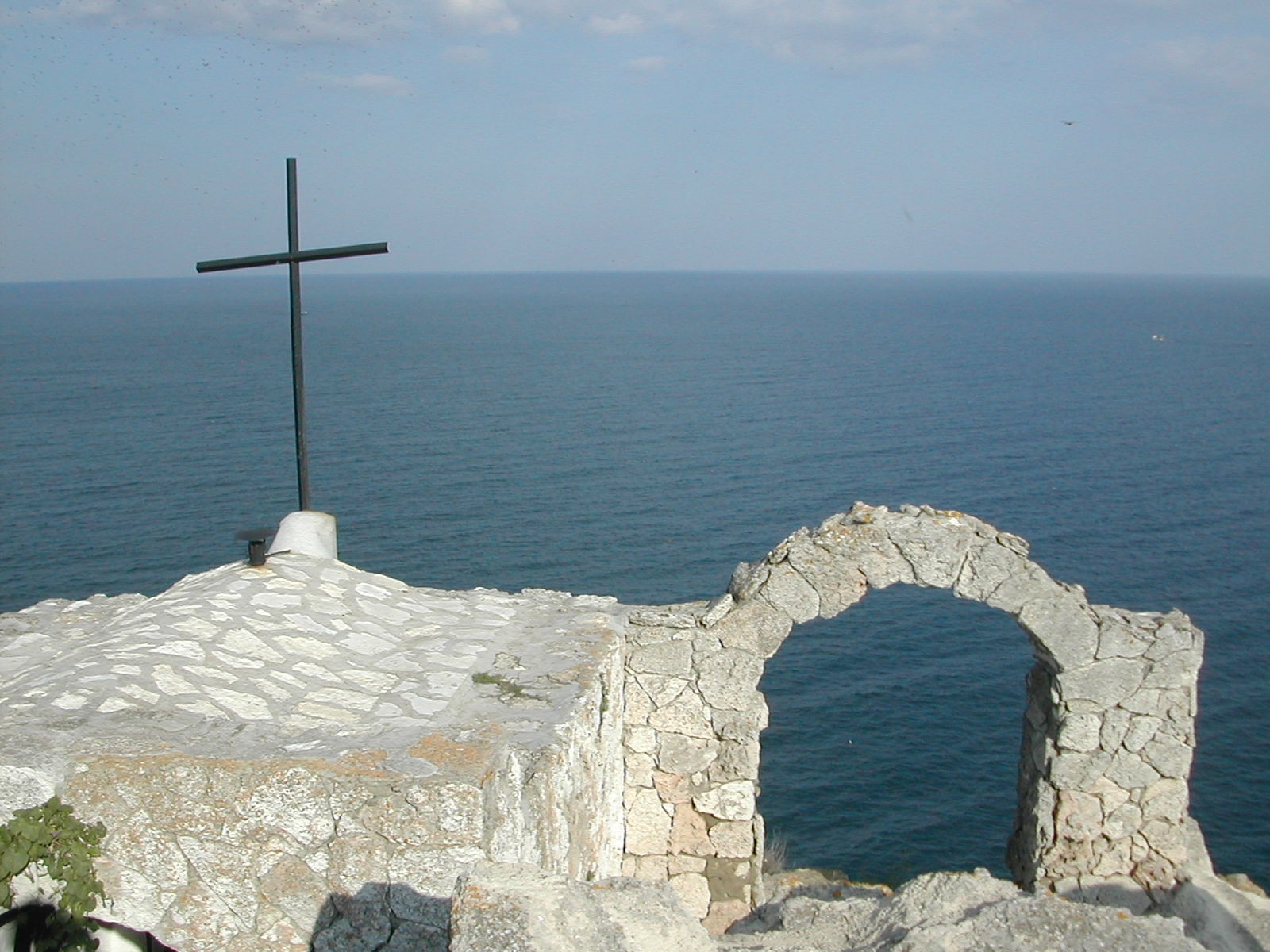
La chapelle Saint-Nicolas.
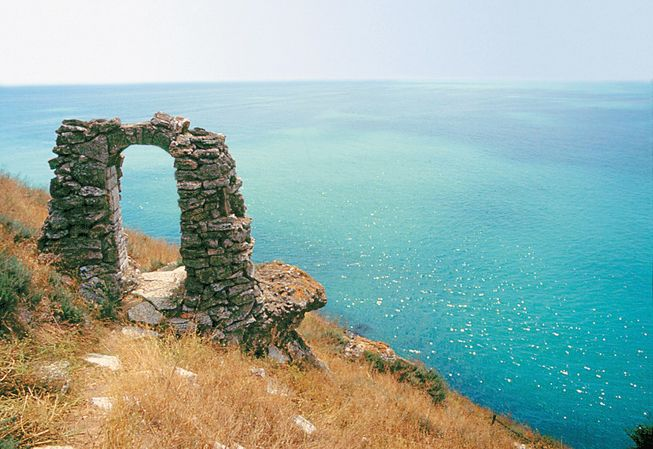
Arche décorative moderne construite au cap Kaliakra.
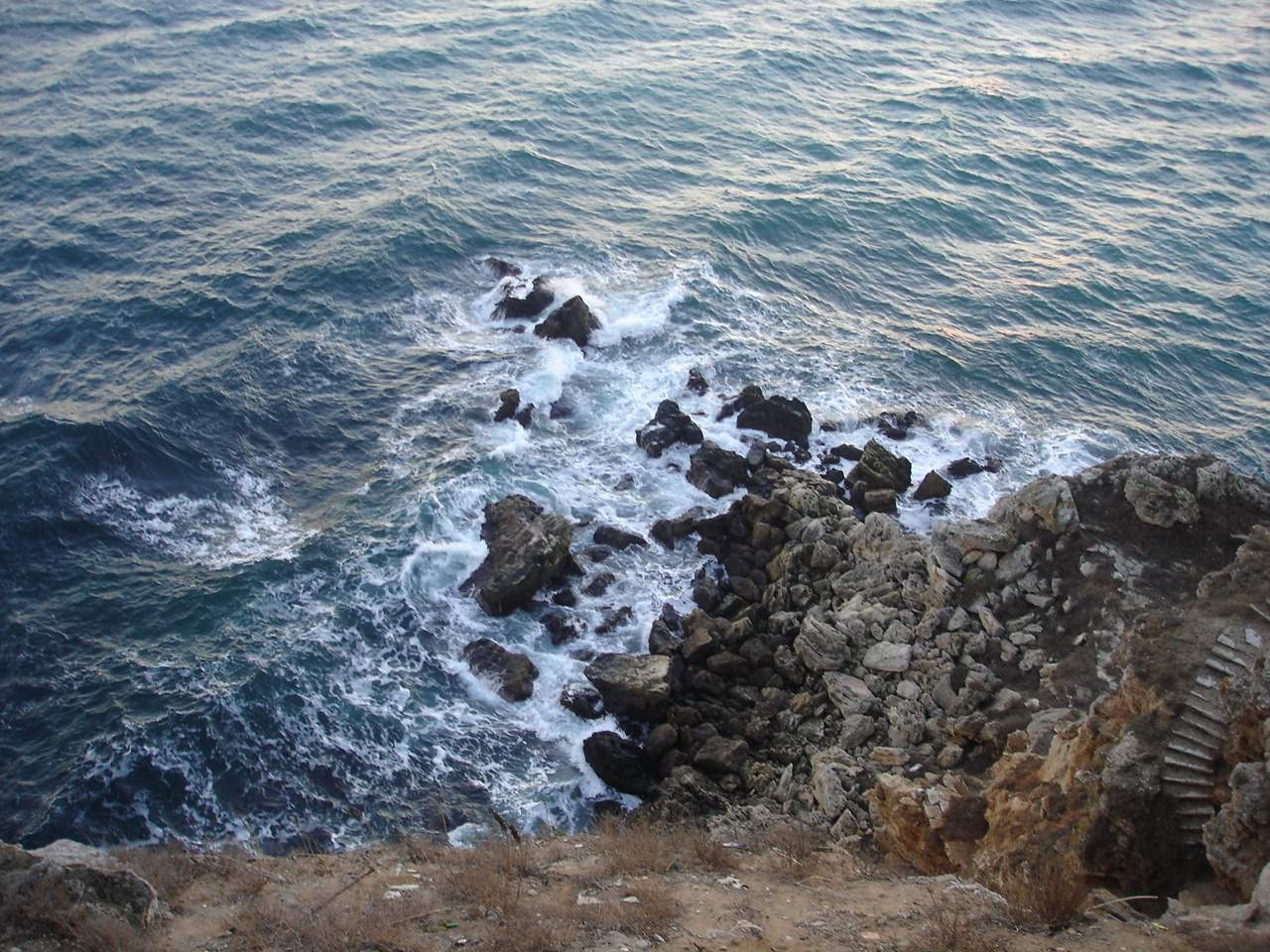
Les rochers sur lesquels se seraient jetées, d'après la légende, les vierges de Kaliakra en 1421.
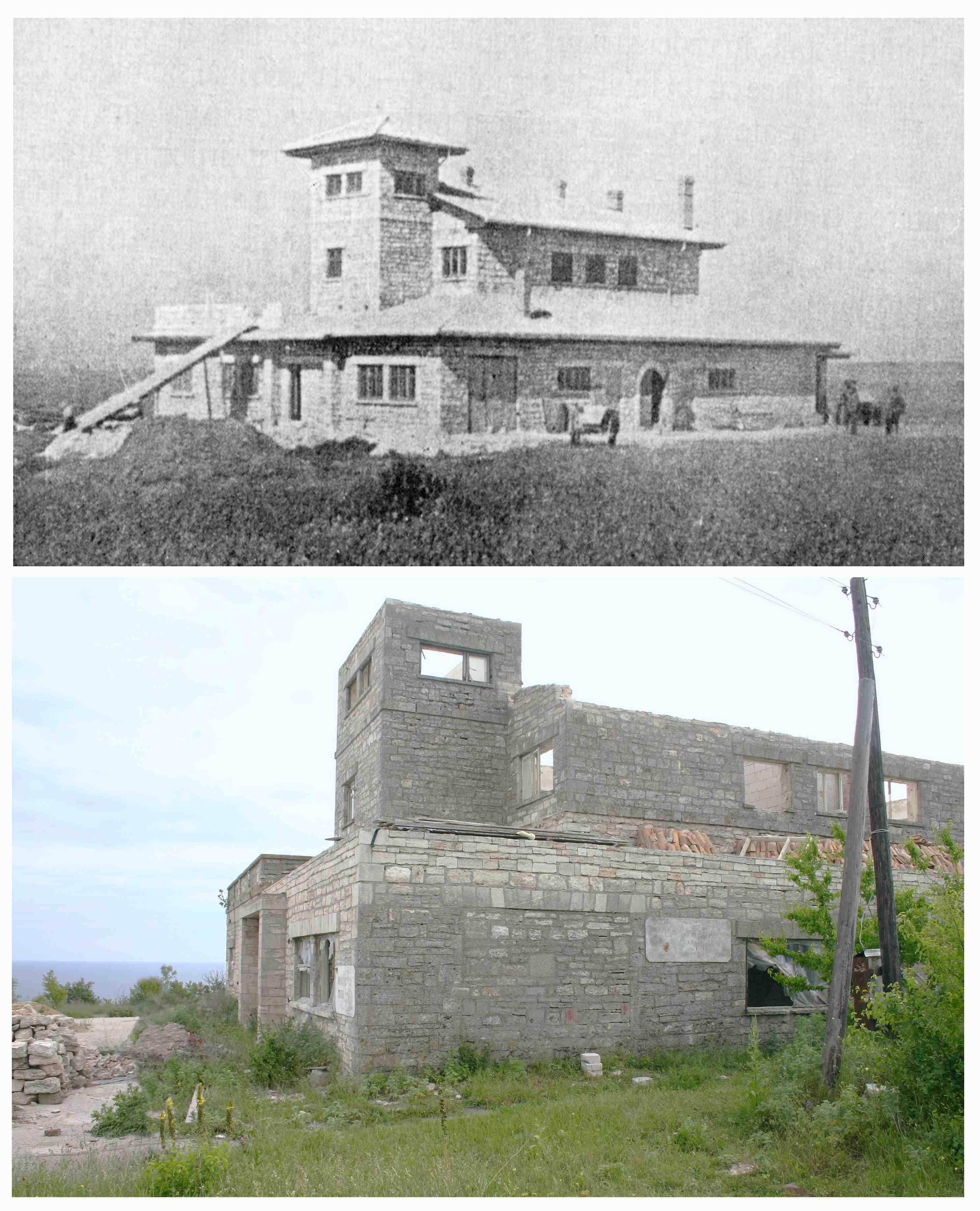
La station de recherches marines de l'Institut des ressources halieutiques de Varna, en 1947 et en 2007.
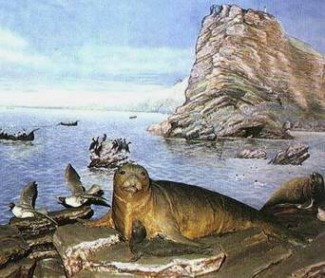
Diorama représentant les phoques moines à ventre blanc (Monachus monachus albiventer) du cap Kaliakra, sous-espèce aujourd'hui disparue.

## Source
1. ↑  (en) « *** Guide Bulgaria *** », Guide Bulgaria (consulté le 6 février 2018).
2. ↑  Институт по Рибин Ресурси (ИРР) – Варна (Institut des ressources halieutiques de Varna) sur